# Roman Kazimierski

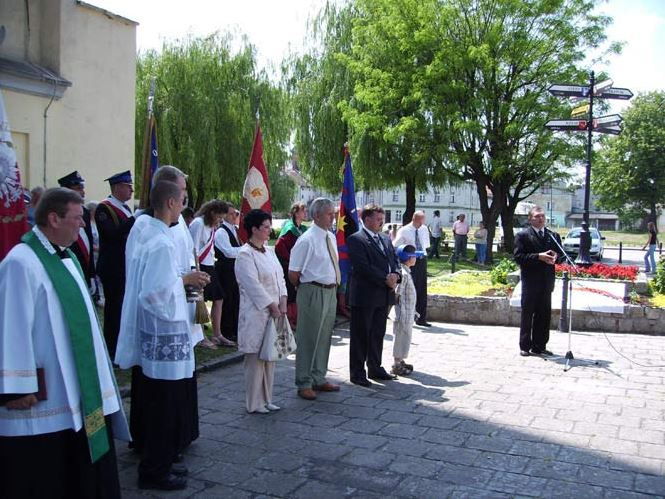
Uroczystości odsłonięcia tablicy upamiętniającej Burmistrza Bierutowa Romana Kazimierskiego i jego inicjatywę renowacji wieży ratuszowej

Roman Kazimierski (ur. 20 listopada 1957 w Bierutowie, zm. 22 listopada 2004 w Chorągiewce) – polski samorządowiec i działacz społeczny. W latach 2002–2004 Burmistrz Bierutowa.

## Życiorys i działalność
Roman Kazimierski pracując w latach 1976–1981 w Stoczni Gdańskiej stał się jednym z twórców Pomnika Poległych Stoczniowców 1970, oraz uczestnikiem strajków. W 1981 powrócił do swojego rodzinnego miasta – Bierutowa, gdzie założył klub wodniaków „STER”. Stając na jego czele brał wielokrotnie udział w Mistrzostwach Polski Modeli Redukcyjnych, na których dwukrotnie zdobył wicemistrzostwo Polski. Stał się promotorem organizacji „Jarmarków Bierutowskich” – festynów połączonych z prezentacją lokalnych stowarzyszeń, przedsiębiorców, artystów. Rozpoczął starania o budowę zalewu na rzece Widawie. W 1993 w ramach klubu „STER” założył drużynę rycerską, wielokrotnie biorącą udział w rekonstrukcjach Bitwy pod Grunwaldem. Od 1997 pracownik Miejskiego Ośrodka Kultury. Autor filmu „Bierutów, Dzieje Miasta 1266–1939”, nakręconego w 1998. Organizował cykliczne wystawy „Dni Morza”, których przedmiotem były dzieła lokalnych twórców amatorów, dotyczące tematyki marynistycznej. Był również organizatorem wielu lokalnych wydarzeń, imprez, festynów, zapoczątkował coroczne „Jarmarki Bierutowskie”, będące czasem promocji lokalnych firm, rzemieślników, oraz prezentowania artystów, osiągnięć młodzieży szkolnej. Wykonał elementy nowego wyposażenia (m.in. żyrandole, zdobienia sklepień nawy głównej, konfesjonały) do poewangelickiej fary św. Katarzyny Aleksandryjskiej w Bierutowie przejętej w 1982 z rąk władz PRL na cele religijne. Na przełomie XX i XXI w. dokonał rozbiórki pomnika wdzięczności Armii Czerwonej w parku w Bierutowie (Armia Czerwona w 1945 spaliła zabytkowe centrum Bierutowa, które w czasie wojny nie zostało naruszone przez działania wojenne, a pomnik powstał z nakazu centralnych władz komunistycznych).
W 2002 został pierwszym po II wojnie światowej Burmistrzem Bierutowa wybranym w bezpośrednich demokratycznych wyborach powszechnych. Na swojego zastępcę powołał Grzegorza Michalaka. Piastując urząd Burmistrza Bierutowa doprowadził do renowacji wieży ratuszowej, która zyskała nowy wygląd elewacji, oraz zegar. Koszty zostały pokryte przez składki mieszkańców i budżet gminy. Podjął także działania wspomagające rozwój turystyki w gminie Bierutów, m.in. poprzez utworzenie oferty rekreacji dla m.in. mieszkańców aglomeracji wrocławskiej, opartej na wykorzystaniu rzeki Widawa. Zginął tragicznie, wraz z córką Elżbietą 22 listopada 2004, w wypadku samochodowym na drodze krajowej nr 15 w okolicach Torunia. Rada Miasta i Gminy Bierutów pośmiertnie nadała mu tytuł Honorowego Obywatela Miasta Bierutów. Jego następcą na urzędzie Burmistrza Bierutowa wybrany w wyborach powszechnych został dotychczasowy wiceburmistrz Grzegorz Michalak, podczas którego kadencji, w 2005 w rynku w Bierutowie odsłonięto tablicę upamiętniającą postać Burmistrza Romana Kazimierskiego i jego inicjatywę renowacji wieży ratuszowej.

## Życie prywatne
Od 1981 żonaty z Małgorzatą, z którą miał dwójkę dzieci – Elżbietę i Piotra.